# Готель «Лондонський» (Херсон)
Готель «Ло́ндонський» — пам'ятка архітектури міста Херсона.

## Історія
У ХІХ столітті Херсон був губернським центром, у якому зосереджувалось економічне та культурне життя великого регіону. Як наслідок, місто завжди приваблювало заможних людей. Ділові люди, службовці, а також просто мандрівники та гості міста зупинялись не лише у постоялих дворах, але й готелях (гостиницях), яких у Херсоні наприкінці ХІХ століття налічувалось близько десяти. Найкращі готелі могли похизуватись електричним освітленням, телефоном, гарячею водою. Готель «Лондонський» входив до числа найкращих та діяв до 1941 року.
Номерів готель мав близько дванадцяти. Всі вони мали чудовий вигляд, комфортні меблі, притаманний тому часу інтер'єр. Також там додатково пропонували стоянку для карет чи машин, якщо в ній була необхідність.
Будівля готелю зведена наприкінці ХІХ століття в еклектичному стилі з елементами бароко на розі вулиць Ганібалівської (нині — вул. Пилипа Орлика) та Потьомкінської (нині — вул. Михайла Грушевського). Будівля збереглась досі — сьогодні тут розташований Департамент фінансів Херсонської обласної ради (вул. Пилипа Орлика, 20).
Ресторан в готелі «Лондонський» сміливо можна вважати прототипом сучасних фаст-фудів, адже ресторатор Сергій Оправхатка у своїй справі робив ставку на комплексні обіди. Окрім заможних пожильців гостиниці, клієнтами ресторану також були небагаті мешканці міста: студенти, службовці, торговці місцевих крамничок тощо. У 1905 році газета «Югъ» написала:
|  | «Меню «Лондонского ресторана». - Обеды на 7 марта 1905 г. - Из 2-х блюд и чашки кофе - 40 к. - Из 3-х блюд и чашки кофе - 60 к. - Из 4-х блюд, чашки кофе и рюмки вина - 80 к. - Горячия (Борщ малороссийский с ватрушками, постный. Суп легюм, мясо, гренки). - Соусы (Котлеты рыбьи, ножки пулет, Беф по-гусарски, Пилаф с мол. барашка, Пульпеты в смет., агратан). - Жаркія (Телятина, Антракот, Тельное из рыбы). - Сладкія (Суфле из яблок, компот из фрукт.). Обед с 12 час. дня до 5 час. вечера". |

Слід зазначити, що серед заможних гостей «Лондонського» ресторан не користувався великим попитом: вони віддавали перевагу більш пафосним ресторанам, на кшталт того, що був розташований в готелі «Новий Берлін». Умови ж проживання в «Лондонському» були чи не найкращими в місті.